# Gabriela Osvaldová
Gabriela Osvaldová (někdy také Gábina Osvaldová, * 25. července 1953 Praha) je česká herečka a textařka.
Po absolvování herectví na pražském DAMU (1975)  vstoupila do povědomí řadou divadelních, seriálových i filmových rolí (např. v seriálu My všichni školou povinní nebo ve filmu Marečku, podejte mi pero!), navíc svůj hlas propůjčila mnoha filmům (např. Země zaslíbená).
Od roku 1988 se věnuje především psaní textů. Pro Lucii Bílou už napsala texty ke třem albům, na kterých jsou úspěšné písně jako Láska je láska, Most přes minulost nebo eSeMes. I proto bývá často označována jako dvorní textařka Lucie Bílé.
Ve spolupráci se svým někdejším manželem Ondřejem Soukupem vytvořila pro Divadlo Ta Fantastika představení Zahrada rajských potěšení nebo texty k muzikálu Johanka z Arku.
V roce 2004 zasedla do poroty historicky prvního ročníku soutěže Česko hledá SuperStar. V té se objevila i o rok později. Poté v roce 2008 usedla po boku Ondřeje Soukupa a Petra Jandy v porotě X Factoru, kde mentorovala kategorii 25+, ve které měla mimo jiné i Jiřího Zonygu, který soutěž nakonec vyhrál. Naposledy se jako porotkyně objevila ve druhém ročníku Česko Slovenské SuperStar.

## Osobní život
Jejím manželem byl český baskytarista a hudební skladatel Ondřej Soukup, s nímž má syna – českého hudebního skladatele a textaře Františka Soukupa.
Jejím otcem byl Ivan Osvald (1916–1986), český scenárista, novinář a pedagog. Její starší sestra Barbora Osvaldová je předsedkyně Komise pro etiku SN ČR, vedoucí Katedry žurnalistiky Institutu komunikačních studií a žurnalistiky FSV UK.